# Acta martyrum
Akta męczenników, (łac.) Acta martyrum – antyczne, sztandarowe dla hagiografii chrześcijańskiej pierwotne dokumenty opisujące okoliczności aresztowania i męczeńskiej śmierci ofiar prześladowań religijnych.
Spisywane początkowo w formie protokołów sądowych zawierały pytania i odpowiedzi czasem pełniły jednocześnie rolę informacji przybierając formę listów. Sprawozdania z procesu i egzekucji męczenników chrześcijańskich w Cesarstwie rzymskim (niekiedy powstawały też utwory opisujące prześladowania na innych obszarach, np. w państwie perskim). Mogły mieć formę listów, które kierowały do siebie gminy chrześcijańskie, protokołów sądowych, wyciągów z akt urzędowych czy relacji świadków. Z czasem przybrały również formę literackich opracowań tematu (tzw. passiones). 
Gatunek ustabilizował się w II w., ale za jego prototyp uznaje się relację o męczeństwie św. Szczepana, zawartą w Dziejach Apostolskich. Niektóre acta martyrum to m.in. Acta proconsularia sancti Cypriani episcopi et martyris, Martyrium Polycarpi oraz Passio SS. Montanii Lucii et aliorum martyrum Africanorum. Zdarzało się, że utwory te zbierano i łączono w jednym zbiorze. Najstarszym znanym łacińskim pismem chrześcijańskim są spisane w 180 roku Acta Scillitanorum („Akta męczenników z Scillium”). 
Mimo stosowania elementów literackich są świadectwem autentycznych wydarzeń. W późniejszych czasach „Aktami męczenników” zaczęto określać również gesta, passiones, vitae itp. Nie należy jednak ich mylić z „dziejami”.